# Martin Renner (Diplomat)
Martin Renner (* 9. September 1870 in Langensalza; † 16. Januar 1956 in Petersfield/Hampshire) war ein deutsch Generalmajor und Diplomat, der 1933 nach Großbritannien übersiedelte und 1939 die britische Staatsbürgerschaft annahm.

## Leben

### Frühe Jahre
Geboren wurde Martin Renner als Sohn des Theologen Ludwig Renner und seiner Frau Luise (geb. Biermann).
In seiner Jugend besuchte er das Gymnasium in Wernigerode und legte dort im Frühjahr 1888 sein Abitur ab. Noch im selben Jahr begann er in Halle ein Jurastudium, welches er aber zugunsten seines Militärdienstes zum 1. Oktober desselben Jahres wieder aufgeben musste.

### Militärische Ausbildung und Erster Weltkrieg
Zwei Jahre nach seinem Dienstantritt wurde Renner in den Rang des Sekonde-Lieutenant erhoben, im Januar 1898 erfolgte dann die Ernennung zum Premier-Lieutenant. Den Dienstgrad eines Hauptmanns erhielt Renner im März 1902. Vom 29. Oktober 1906 bis zum 23. Juni 1913 war er als Militärattaché sowohl in Brüssel, als auch in Den Haag tätig. In der Zwischenzeit (am 10. September 1908) wurde er in den Stand eines Majors erhoben. Nach seiner Zeit in Brüssel und Den Haag war er bis zum Kriegseintritt Großbritanniens in den Ersten Weltkrieg Militärattaché in London.
Nach Ausbruch des Ersten Weltkriegs in Europa wurde Renner Generalstabsoffizier im Stab der 1. Armee, bevor er kurze Zeit später den Rang eines Oberstleutnants zugesprochen bekam und anschließend den Stab der Festung Lüttich übernahm. Vom Juni 1915 bis Ende September 1917 übernahm er erneut die Geschäfte als Militärattaché in Den Haag. In dieser Zeit erhielt er den Rang eines Obersts. Ab Oktober 1917 war er als Kommandeur eines Artillerieregiments eingesetzt.
Nach Kriegsende nahm er von Januar 1919 für ein Jahr abermals die Geschäfte des Militärattachés in Den Haag wahr und schied schließlich am 19. Januar 1920 im Rang eines Generalmajors
aus dem Militärdienst aus.

### Nachkriegsjahre und politischer Werdegang
Nach der Beendigung seines Militärdienstes blieb Renner noch ein halbes ja als Legationsrat und Vortragender Rat in Den Haag und wickelte dort die Geschäfte des Militärattachés ab. Mit Abschluss dieser Tätigkeit wurde er am 17. Juli 1920 in den einstweiligen Ruhestand versetzt.
Durch die Wiederaufnahme der durch den Ersten Weltkrieg beendeten diplomatischen Beziehungen zwischen Deutschland und Japan 1921 wurde Renner als Botschaftsrat in der deutschen Botschaft in Tokio eingesetzt. Dort arbeitete er vom 14. November 1921 bis zu seiner Beurlaubung im Dezember 1922.
Am 6. Juli 1923 trat er seine neue Stelle in der deutschen Botschaft in Madrid an. Dort führte er die Geschäfte des Botschaftsrates bis zum Mai 1926 und übernahm noch im selben Monat, inzwischen als Gesandter, die Geschäfte in Athen. Dort blieb er drei Jahre, bis er Mitte April 1929 seine letzte Stelle als Gesandter im Auswärtigen Dienst in Helsinki antrat. Nach weiteren drei Jahren wurde er am 18. Februar 1932 zunächst in den vorläufigen Ruhestand versetzt, bevor ein Jahr später, am 18. Juli 1933, seine endgültige Versetzung in den Ruhestand erfolgte.

## Privates
Am 15. August 1919 heiratete Martin Renner Sophie Kleinwort (gebürtige brit. Staatsangehörige). Aus dieser Ehe gingen drei Kinder hervor: Hermann (* 17. November 1920), Rosemarie (* 18. Februar 1924) und Marie Luise (* 12. Februar 1931).
Nach seinem Ausscheiden aus dem Berufsdienst bezog Renner einen Wohnsitz in Großbritannien und nahm zum Beginn des Jahres 1939 die britische Staatsbürgerschaft an.